# 임현주 (기자)
임현주는 대한민국의 mbc 보도국 기자이다. 

## 경력
- 경향신문 기자
- 한국일보 기자
- 중앙일보 기자
- MBC 보도국 기자 입사